# おはっすん
おはっすんとは広島県の内陸部で作られる郷土料理で、煮物料理である。「八寸・はっすん」とも呼ばれる。

## 概要
- 里芋、人参、蓮根、椎茸、ゴボウ、コンニャク、大根、筍、エビ、鶏肉など山の幸と海の幸を季節によってとり合わせ、砂糖と醤油で煮込んだ煮物。福岡県の郷土料理であるがめ煮に、やや類似する。
- 名前の由来は、盛る器（漆器）が直径八寸（約24センチ）で、器の大きさを表す言葉がそのまま料理名となった。但し、現在では、五寸（約15センチ）の器を用いる家庭もある。
- 法事や祭で大勢の客を招く時に、角寿司と共に作られる事が多い。